# Пал Ґабор
Пал Ґабор (угор. Gábor Pál; нар. 2 листопада 1932, Будапешт, Угорщина — пом. 21 жовтня 1987, Рим, Лаціо, Італія) — угорський кінорежисер, сценарист та педагог.

## Життєпис
Навчався у Сеґедському університеті. У 1955 році закінчив Будапештський університет, в 1961 році — Вищу школу театру і кіно.
Працював асистентом режисерів Золтана Фабрі, Марти Месарош, Ференца Коші у 1961—1968 роках.
Один із засновників Студії імені Балажа, де поставив кілька фільмів.
З 1971 року викладав у Вищій школі театру і кіно.
Член журі 43-го Венеціанського кінофестивалю та 29-го Берлінського міжнародного кінофестивалю.

## Особисте життя
Пал Ґабор був одружений з акторкою Еве Сабо, з якою прожив у шлюбі з 1966 року до своєї смерти.